# Scolops neomexicanus
Scolops neomexicanus är en insektsart som beskrevs av Beamer och Lawson 1930. Scolops neomexicanus ingår i släktet Scolops och familjen Dictyopharidae. Inga underarter finns listade i Catalogue of Life.